# Киселёво (Тюменская область)
Киселёво — село в Упоровском районе Тюменской области России. Входит в состав Пятковского сельского поселения.

## География
Село находится на юго-западе Тюменской области, в пределах юго-западной части Западно-Сибирской низменности, в лесостепной зоне. Абсолютная высота — 136 метров над уровнем моря.
Расположено на правом берегу речки Курчигай (Кирчигай). Расстояние до села Пятково 8 км, села Упорово 50 км, города Заводоуковска 95 км (через Суклём - Горюново-52 км), города Тюмени189 км (через Суклём - Горюново- 152 км). 

### Климат
Климат континентальный с холодной продолжительной зимой и тёплым относительно коротким летом. Средняя температура воздуха самого холодного месяца (января) — −18,7 °C (абсолютный минимум — −47,3 °C); самого тёплого месяца (июля) — 18 °C (абсолютный максимум — 38,4 °С). Безморозный период длится в среднем 111 дней. Среднегодовое количество атмосферных осадков составляет 181—469 мм, из которых 70 % выпадает в тёплый период. Продолжительность залегания снежного покрова составляет в среднем 164 дня.

### Часовой пояс
Село Киселёво, как и вся Тюменская область, находится в часовой зоне МСК+2. Смещение применяемого времени относительно UTC составляет +5:00.

## История
Впервые упоминается в метрической книге Пророко-Ильинской церкви села Большаковского Пятковской волости 5 июня1766 года. 
Венчание деревни Киселёвой крестьянин Борис Васильев Долматов первым браком, той же деревни крестьянина Семена Киселёва с дочерью девкой Парасковьей обоих первый брак
 Основал деревню уроженец Краснослободской слободы Киселёв Семён Семенович. 
С 1766 года относилась к Кизакской слободе, с 1795 входила в состав Пятковской волости Ялуторовского уезда. 
В 1850-е годы в деревню Киселёва прибыли переселенцы из Российских губерний: Владимирской, Воронежской, Вятской, Казанской, Курской, Могилевской, Орловской, Полтавской, Псковской, Самарской, Тамбовской, всего 1465 человек. Переселенцам были отведены земли, на этих землях они образовали 7 небольших деревень: Долматова, Курская, Маслова, Пыжева, Семкова, Тамбовка, Хохлы, все они входили в состав Киселёвского сообщество.   В 1914 году деревни Киселёвского общества были объединены в одно село Киселёвское. 
- В 1912 году в Киселёвой были: школа, хлебозапасной магазин, 4 торговых лавки, 4 ветряных мельницы, маслодельня, пожарная охрана. [9]
- В 1919 году образован Киселёвский сельсовет в Пятковской волости Ялуторовского уезда в начале 1924 году вошел в Емуртлинский район. 22 мая 1961 года упразднен, вошел в Пятковский сельский совет [10]
- В 1929 году создано два колхоза им Ворошилова и им. Чапаева. В 1950 годы они объединились в колхоз им Микояна, в 1957 году переименован «40 лет Октября». В 1958 объединился с колхозом «Заря» (Пятково) с новым название колхоз «Россия». В 1960 в результате объединения колхозов «Россия» и «Красное Знамя» (Крашенинино) образован колхоз «Маяк». В 1990-е гг в результате реформирования образована агрофирма «Маяк». [4]

## Церковь
Деревня Киселёва относилась к приходу Петропавловской церкви села Пятково. В 1911 году построена церковь во имя святого Пророка Предтечи и Крестителя Господня Иоанна. Здание деревянное на каменном фундаменте, крыша покрыта железом. Дома для священнослужителей построены на церковной земле прихожанами и относятся к собственности церкви. Копии метрических книг хранятся в целостности с 1913 г. К приходу относилось одно село Киселёвское.  После постройки церкви в 1911 году деревня стала называться селом.

## Население
| 1782 | 1816 | 1834 | 1858 | 1897 | 1926 | 1989. | 2002 | 2010 | 2021 |
| 213  | 290  | 455  | 1344 | 1465 | 2124 | 273   | 281  | 252  | 219  |

| 2010 |
| ---- |
| 252  |

### Половой состав
По данным Всероссийской переписи населения 2010 года в половой структуре населения мужчины составляли 51,2 %, женщины — соответственно 48,8 %.

### Национальный состав
Согласно результатам переписи 2002 года, в национальной структуре населения русские составляли 98 % из 281 чел.
Знаменитые уроженцы
*Киприянов Геннадий Васильевич(1927-2002)-советский военный деятель,генерал-майор.